# Belinski
Belinski - Белинский (rus) - és una ciutat de l'óblast de Penza, a Rússia.

## Geografia
Belinski es troba a 109 km al sud-est de Penza.

## Història
L'origen de la vila es remunta a la fundació d'un poble el 1713. El 1780 la vila rebé l'estatus de ciutat amb el nom de Txembar. Fou reanomenada Belinski el 1948 en honor del crític literari Vissarion Belinski.